# Sant Kabir Nagar (distrikt)
Sant Kabir Nagar (hindi: संत कबीर नगर जिला) er et distrikt i den indiske delstat Uttar Pradesh. Distriktets hovedstad er Khalilabad. 

## Demografi
Ved folketællingen i 2011 var der 1,714,300 indbyggere i distriktet, mod 1,420,226 i 2001. Den urbane befolkning udgør 7,47 % af befolkningen.
Børn i alderen 0 til 6 år udgjorde 15,87 % i 2011 mod 20,66 % i 2001. Antallet af piger i den alder per tusinde drenge er 941 i 2011.